# 변화표

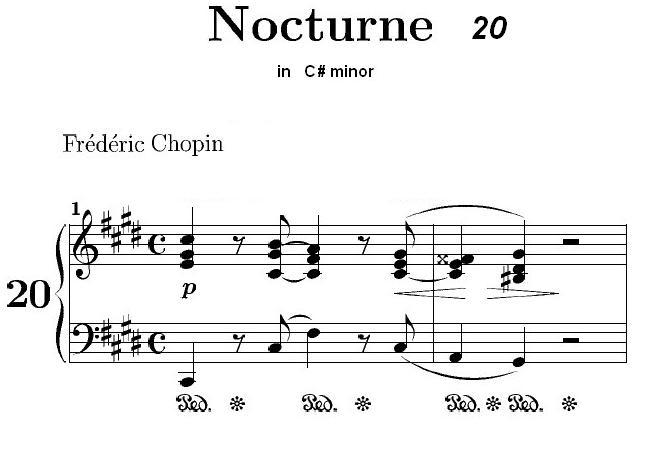
겹올림표가 사용된 예시

변화표(영어: accidental)는 음의 높이를 올리거나 내릴 때 사용하는 음악 기호다. 음악에서 변화표는 어떤 조성에 의한 자연 음계에 해당하지 않는 음정을 연주하거나 본래 음으로 되돌리기 위해 쓰인다. 음악적 기보법에서 내림표 (♭), 제자리표 (♮) 혹은 올림표 (♯) 등을 비롯한 기호를 표기한다. 가령 내림표는 반음 내리고 올림표는 반음 올리고 제자리표는 내리거나 올리기 전의 본래 음으로 되돌린다.
기본적으로 변화표는 이렇게 내림표 혹은 올림표처럼 주어진 음에서 반음 (이분음) 만큼 내려지거나 올려지는 것 혹은 제자리표처럼 기본 음높이로 돌아가는 것으로 사용된다.

경우에 따라 주어진 음에서 반음 두 개만큼 바꾸는 변화표도 등장할 수 있다. 즉, 반음이 두 개 모여, 온음 (전음)만큼 바꾸는 것과도 같다. 가령 겹내림표 (double flat) ()는 반음 두 개만큼 내리고, 겹올림표 (double sharp) ()는 반음 두 개만큼 올린다. 즉, 온음 (전음)만큼 내리거나 올리는 것과 같다.

## 미분음
미분음 음악의 작곡가들은 일반적인 표기법의 음 이외의 다양한 음높이의 음을 표기하기 위해 여러 가지 표기법을 개발했다.
19세기와 20세기 초에 터키 음악가들은 오선보 기반이 아닌 전통적인 표기법에서 유럽의 오선보 기반 표기법으로 전환하면서 유럽의 변화표 표기법을 개선하여 보다 작은 간격을 사용하는 터키 음계를 기보할 수 있게 되었다. 이러한 시스템은 여러 가지가 있는데, 한 옥타브를 나누는 방법이나 변화표의 모양에 따라 다르다. 가장 널리 사용되는 시스템(Rauf Yekta Bey가 창안)은 4개의 올림표 (대략 +25센트, +75센트, +125센트, +175센트)와 4개의 내림표 (대략 −25센트, −75센트, −)으로 구성된 시스템을 사용한다. 125센트와 -175센트), 이는 어느 것도 내리거나 올리지 않은 템퍼링에 해당한다. 그들은 피타고라스 쉼표 (7옥타브와 12단 음조 5도 사이의 차이로 정의되는, 실제로는 24센트에 더 가까운 단련된 톤의 약 8분의 1)를 기본 간격으로 사용하는 옥타브의 피타고라스 분할을 가정한다. 일부 아랍 음악가들도 터키 시스템을 채택했다.
벤 존스턴 (Ben Johnston)은 표시되지 않은 C, F, G 장화음이 단지 (4:5:6)의 장화음에 불과하며 변화표로 다른 조성을 조율하는 인토네이션의 곡에 대한 표기 시스템을 만들었다. 2000년에서 2003년 사이에 볼프강 폰 슈바이니츠 (Wolfgang von Schweinitz)와 마크 사바트 (Marc Sabat)는 헤르만 폰 헬름홀츠 (Hermann von Helmholtz), 아서 폰 오팅겐 (Arthur von Oettingen), 알렉산더 존 엘리스 (Alexander John Ellis)가 처음 사용한 표기법 원리를 현대적으로 적용하고 확장한 확장된 헬름홀츠-엘리스 저스트 인토네이션(JI) 음조 표기법을 개발했다. 일부 다른 음악가들은 확장된 억양을 표기하기 위해 사용한다.

## 세겹내림표와 세겹올림표
매우 극소수로 사용되지만 세겹내림표 혹은 트리플 플랫(Triple Flat) (♭𝄫 혹은 𝄫♭)는 반음 세 개만큼 내리고, 세겹올림표, 트리플 샤프 혹은 트리플 샵(Triple sharp) (♯𝄪 혹은 𝄪♯)는 반음 세 개만큼 올린다. 즉, 반음이 세 개 모여, 온음과 반음만큼 내리거나 올리는 것과 같다. 예를 들어, F♯𝄪은 G♯과 서로 이명동음 관계가 된다.

한편, 제일 보편적으로 사용되는 음률과 달리, 한 옥타브당 음의 개수가 12의 배수가 아닌 음률 (예 : 기존 12 평균율 외의 음률) 에서는 일반적으로 F♯𝄪과 G♯이 서로 다른 음인 등 이명동음 관계가 완전히 다르므로, 경우에 따라 이러한 기호를 그대로 사용해야 할 수도 있다.
더 나아가서, 53 평균율 등을 비롯한 어떠한 음률 체계에서는 세겹내림표와 세겹올림표 까지의 옵션에서 더 나아간 다중 내림표와 올림표가 필요할 수 있다. 이 경우, 가령 네겹내림표 혹은 쿼드러플 플랫(Quadruple flat) (𝄫𝄫)과 네겹올림표, 쿼드러플 샤프 혹은 쿼드러플 샵(Quadruple sharp) (𝄪𝄪) 이상의 기호 마저도 필요할 수 있는 것이다. 가령 네겹내림표 혹은 쿼드러플 플랫은 𝄫𝄫로 표기되며 원음에서 기존 단일 내림표의 네 배만큼 내리고 네겹올림표, 쿼드러플 샤프 혹은 쿼드러플 샵은 𝄪𝄪로 표기되며 원음에서 기존 단일 올림표의 네 배만큼 올리게 된다.

## 기본 표기법
원래 변화표는 음표 앞에 직접 기보하여 표기하는 것이 기본적이었다. 이러한 표기법을 유지하여 사용할 경우엔 임시표(영어: temporary accidental signature)가 된다. 임시표란 음표 앞에 직접 변화표를 기보하여 음을 임시로 변화시킬 때 사용하는 표이다. 단, 임시표의 효력은 항상 변화되지 않은 기본 음을 기준으로만 적용된다.
변화표가 임시표로 쓰이면 바로 다음 음표와 경우에 따라 반복되는 음표들을 그에 해당하는 본래 음높이에서 낮추거나 높인다. 단, 임시표는 항상 원음만을 기준으로 읽으며, 그 전의 변화표와는 서로 중첩되어 적용되지 않는다. 심지어는 사용중인 조표도 무시된다.
기본적으로 이렇게 사용되는 변화표는 내림표 혹은 올림표처럼 주어진 음표의 원래 음에서 반음 (이분음) 만큼 내려지거나 올려지는 것 혹은 제자리표처럼 기본 음높이로 돌아가는 것으로 사용되어 왔다. 그 외에 경우에 따라 겹내림표나 겹올림표가 있는데, 이들은 주어진 음에서 반음 두 개 만큼 내리거나 올린다. 즉, 반음이 두 개 모이게 되어 온음만큼 내리거나 올리는 것과도 같다.
임시표로 변화표가 쓰일 경우 다른 변화표에 의해 취소되지 않는 이상 같은 보표 내 같은 마디 내 같은 옥타브에서 적용된다. 단, 보표나 마디나 옥타브를 넘어갈 경우, 혹은 마디를 넘어가되 붙임줄로 연결되지 않는 경우엔 일반적으로 그 변화표는 적용되지 않는다. 한편, 과거부터 조표 위치 및 붙임줄로 연결된 경우가 아니며, 어떤 음표에 변화표가 표기된 이후, 이름이 같고 마디나 옥타브만 다르며 변화표가 미표기된 음표에서의 변화표 적용 여부와 같은 그러한 문제도 있어오긴 했다. 한편, 대개 클래식에서는 해당 변화표가 적용되는 경우가 대부분이었고, 현대 음악에서는 그렇지 않은 경우가 대부분이다. 현대에 들어서는 기본적으로 같은 보표와 마디와 옥타브 내에만 효력이 적용된다.
예의상 임시표라는 개념도 있다. 현대에 들어서는 보표나 마디나 옥타브를 넘어가면 보통은 붙임줄로 연결된 음표를 제외하고 (앞서 말한 임시표 형태의) 변화표가 무효화된다. 그럼에도 이에 의해 바뀐 음 (이를테면 조표와 일치하는 음정으로 돌아갔을 때)과 일치하는 변화표를 굳이 임시표에 쓰는 경우가 있는데 이러한 임시표를 예의상 임시표라고 한다. 예의상 임시표는 다른 보표나 다른 옥타브 혹은 다음 마디에 동일한 음표가 나타나면 연주자로 하여 올바른 음정을 보여줘서 혼동을 피하게 하기 위해 사용된다. (단, 같은 보표와 마디와 옥타브 내에서 조표와 일치하는 음으로 되돌릴 시엔 조표와 일치하는 변화표를 임시표에 반드시 써줘야 한다. 참고로, 이러한 경우에 사용된 임시표는 예의상 임시표가 아니다.) 예의상 임시표는 간혹 괄호 안에 표시되는 경우도 있으며 적용하는 규칙은 출판사마다 다르지만 일부 상황에서는 다음과 같은 관습이 있다.
- 한 음표의 임시표에 변화표가 쓰였다가 옥타브가 바뀔 경우
- 한 마디 내 음표의 임시표에 변화표가 쓰였다가 다음 마디로 넘어갈 경우
- 붙임줄로 연결된 임시표의 효력이 다음 마디로 넘어가며 마지막 연결 음까지 효력이 적용되었을 경우
- 다른 부분과 대사관계가 있는 경우

프리 재즈 음악 혹은 일부 무조 음악 정도에서는 이러한 예의상 변화표 표기를 임시표에서 생략하기도 한다.
현대의 변화표들은 그레고리오 성가 필사본에서 변경될 수 있는 유일한 음표인 B의 두 음정을 나타내기 위해 사용된 소문자 b의 두 가지 형태에서 유래했다. "원형" b는 내림표 기호가 된 반면, "사각형" b는 올림표 기호와 제자리표 기호로 분기되었다.
간혹, 음악 키보드의 검은 건반들은 '변화표' (더 일반적으로 '올림표')라고 불리고, 그 흰 건반들은 '제자리표'라고 불린다.

## 일반적인 사용
대부분의 경우 음의 음높이를 한 반음 높여주는 올림표와, 음의 음높이를 한 반음 낮춰주는 내림표와 그들을 취소하여 본래 음으로 되돌리는 제자리표를 사용한다.
한 음에 변화표가 임시표에 쓰이면 새로운 변화표가 쓰이지 않는 한 그 보표와 마디 내 같은 높이의 동일한 보표의 후속 음표에 적용된다. 임시표로 쓰인 변화표의 효력을 받은 음이 세로줄을 가로질러 붙임줄로 이어진 경우를 제외하고, 세로줄을 넘어가면 효력이 없어진다.
이 규칙에서 위 예의 음은 다음과 같다.
- 마디 1: G, G♯, G♯ (올림표가 이어짐)
- 마디 2: G (괄호 안의 임시표는 '예의상 임시표'가 될 수 있다), G♭, G♭ (내림표가 이어짐)
- 마디 3: G♭ (이전 음과 붙임줄로 연결됨), G♯, G (제자리표가 올림표를 취소함)

이 규칙은 특히 조성이 있는 음악에서 여전히 사용되고 있지만 무조 음악처럼 변화표가 임시표에 빈번하게 사용되는 음악에서는 번거로울 수 있다. 이 규칙을 따라 적용하는 데 표기상 필요한 변화표 표기 수를 줄이는 것을 목표로 조표(영어: key signature)라는 개념이 생겼다.
적용될 변화표를 (본래 임시표 형태에서) 한곳으로 몰아놓은 조표는 굳이 특정 음의 임시표에 일일이 변화표를 복잡하게 매번 쓸 필요 없이 내림표, 올림표 혹은 제자리표를 비롯한 기호를 음자리표와 박자표의 사이에 끼워넣어 써준다. 조표는 임시표와는 달리 마디와 옥타브에 무관하게 효력이 생기게 된다. 단, 보표를 넘어가면 효력이 없다.

## 표기법의 역사
주어진 음의 음높이를 바꾸는 것을 나타내는 기본적인 3가지 기호인 내림표(♭), 제자리표(♮) 및 올림표(♯)는 소문자 b의 변형에서 파생되었다. 둥글게 쓴 소문자 b에서 유래한 내림표(♭). 네모지게 소문자 b에서 유래한 제자리표(♮) 및 올림표(♯)가 있다.
본래 내림표가 올림표보다 먼저 나온 기호로 고대에 B음을 한 키 내리기 위해 소문자 비(b)가 변형된 내림표 기호가 쓰인 것이다.
서로 다른 종류의 소문자 b 관련 기호는 결국엔 음악 이론서와 기보법에서 사용 시 서로 구별하기 위하여 다르게 쓰여졌다. 내림표(♭) 표시는 ♭는 처음부터 B♭의 존재를 의미하는 둥근 b에서 파생되었다. 그 외에 제자리표(♮) 및 올림표(♯) 표시는 문제의 주어진 음이 B♮ (즉, 기본값의 B음)인 네모진 b의 변형에서 파생되었다. 내리지 않은 본래의 B음을 연주하기 위해선 소문자 비(b)가 각지게 변형된 제자리표가 쓰였다. 나중에는 그 음을 한 키 올리기 위한 올림표도 등장했다.
중세 시대에는 널리 퍼진 음악 전통이 Arezzo의 Guido에 의해 정의 된 헥사코드 시스템을 기반으로 했다.
다성음악이 더욱 복잡해짐에 따라 B 이외의 음은 불협화음이나 가락 간격 (특히, 음악 이론 저술가들이 "음악의 악마"라고 불렀던 증4도 또는 삼중음)을 피하기 위해 변경이 필요했다.

## 다른 표기법과 사용
- 내림표가 붙은 음을 올림표로 바꾸거나 그 반대의 경우, 기존의 올림표 (♯), 내림표 (♭) 옆에 제자리표를 써서 ♮♯, ♮♭로 표기하기도 한다.[7]
- 이전에 겹내림표나 겹올림표 무효화 시 ♮, ♭, ♯ 옆에 제자리표를 덧붙여서 겹제자리표(♮♮), ♮♭, ♮♯처럼의 복합 기호가 쓰이는 관습이 있었으나 대략 1800년대에 들어서는 기존의 ♮, ♭, ♯로도 쓸 수 있게 되었다.
- 악보 편집 프로그램 릴리폰드 및 뮤즈스코어에서의 임시표 효력 적용은 앞서 말한 현대의 기본 관습처럼 같은 보표와 마디와 옥타브 내에서만 적용이 기본적인 반면, 노트워시 컴포저에서는 같은 보표와 마디 내의 다른 옥타브에서도의 적용이 기본적이다.

## 같이 보기
- 음악 동형